# Тюбатулабаль
Тюбатулабаль (англ. Tübatulabal) — почти исчезнувший индейский язык из северной ветви юто-астекской языковой семьи. Язык народа тюбатулабаль, проживающего в округе Керн на юге центральной части штата Калифорния в США. В доконтактные времена количество носителей языка могло насчитываться до 1000. В XXI веке насчитывается менее десятка человек, для которых тюбатулабаль — первый язык.